# ピーター・イワース
ピーター・イワース (Peter Iwers、1975年5月15日 - )は、スウェーデンのヘヴィメタルミュージシャン(ベーシスト)。イン・フレイムスのベーシストとして著名。

## 略歴・人物
1995年頃から活動を始めている。当初は、カメレオン (Chameleon)というバンドで活動していた。1998年にヨハン・ラーソンに代わってイン・フレイムス (In Flames)にベーシストとして加入。1999年の4thアルバム『Colony』から参加するようになる。2016年11月末、イン・フレイムスを脱退した。脱退の理由は、別の試みに注力するためとしている。その後、イン・フレイムスで同僚だったイェスパー・ストロムブラードらと共にヘヴィメタル/ハードロックバンド・サイラ (Cyhra)を結成。2017年の1stアルバム『Letters to Myself』の他、シングル数枚に参加したが、2018年に脱退。同年にケヴィン・ストームが主催するプロジェクトであるフリートバーナー (Fleetburner)に参加した。
また、ペイン (Pain)、ペンデュラム (Pendulum)、ミセス・ヒッピー (Mrs. Hippie)といったバンドの楽曲にゲストベーシストとして参加したことがある。
2021年11月には、元イン・フレイムスのイェスパー・ストロムブラード（ギター）、ミカエル・スタンネ（ボーカル）、ニクラス・エンゲリン（ギター）、ダニエル・スヴェンソン（ドラム）と結成した新バンド『ザ・ヘイロー・エフェクト (The Halo Effect)』のデビュー曲「SHADOWMINDS」を発表した。
セレモニアル・オース (Ceremonial Oath)、イン・フレイムスの元ギタリストで、現在はティアマット (Tiamat)やダーク・トランキュリティ (Dark Tranquillity)のベーシストであるアンダース・イワース (Anders Iwers)は実兄である。

## ディスコグラフィ

### イン・フレイムス
アルバム
- 1999年　Colony
- 2000年　Clayman
- 2002年　Reroute To Remain
- 2004年　Soundtrack To Your Escape
- 2006年　Come Clarity
- 2008年　A Sense Of Purpose
- 2011年　Sounds of a Playground Fading

シングル・ミニアルバム
- 2002年　Cloud Connected
- 2003年　Trigger
- 2004年　The Quiet Place

ライブ
- 2001年　The Tokyo Showdown （日本でのライブ）

ビデオ
- 2005年　Used & Abused - In Live We Trust （ライブ）

### サイラ
アルバム
- 2017年　Letters to Myself

シングル
- 2017年　Karma
- 2017年　Letter to Myself
- 2018年　Heartrage
- 2018年　Here to Save You
- 2018年　Forever

### 参加作品
- 2000年 ミセス・ヒッピー - 『I Want You』(『Louts』収録)
- 2007年 ペイン - 『Save Your Prayers』、『Nailed to the Ground』(『Psalms of Extinction』収録)
- 2010年 ペンデュラム - 『Self Versus Self』(『Immersion』収録)